# یواس‌اس کسانکوا (ای‌تی-۳۸)
یواس‌اس کسانکوا (ای‌تی-۳۸) (به انگلیسی: USS Keosanqua (AT-38)) یک کشتی بود که طول آن ۱۵۶ فوت ۸ اینچ (۴۷٫۷۵ متر) بود. این کشتی در سال ۱۹۲۰ ساخته شد.